# Красимира Колдамова
Красимира Асенова Колдамова е българска примабалерина и балетен педагог.

## Биография
Родена е в Стара Загора на 8 декември 1938 г. Завършва първият експириментален клас в Държавното балетно училище в София, възпитаничка е на балетните педагози Владимир Белой и Лили Берон. Специализира две години в училището към Болшой театър при Елисавета Герт.
Започва кариерата си в Софийската опера. Първата ѝ самостоятелна роля е Жизел, на русенската балетна сцена, след което отново се завръща в София. Танцува на сцените на редица световни театри, прима е на френския „Гран бале класик“ през 1972/1973 г., многократно гастролира в Хавана по покана на хореографа Алберто Аленсо. Има над 60 роли в над 70 постановки. Последната ѝ роля е на Едит Пиаф (1998 г.), а на 65-годишна възраст танцува в спектакъла „50 години метаморфози“, посветен на самата нея. Има роли и в киното: във филма „А бяхме млади“ на Бинка Желязкова и филмите-балети „Поети на танца“ на Людмил Стайков и „Куклата“ на Михаил Пандурски.
Красимира Колдамова е сред създателите на балет „Арабеск“. През 1991 г. основава първото частно балетно студио за откриване и развитие на таланта.
Омъжена е, има син – Преслав Манчев, балетист. Неин брат е балетистът Петър Колдамов.
За нея е БНТ създава документалния филм „Живот на палци“.

## Награди
- Сребърен медал от първия Международен балетен конкурс във Варна;
- орден „Стара планина“